# Raïon de Gagarine
 (janvier 2016).
Si vous disposez d'ouvrages ou d'articles de référence ou si vous connaissez des sites web de qualité traitant du thème abordé ici, merci de compléter l'article en donnant les références utiles à sa vérifiabilité et en les liant à la section « Notes et références ».
Le raïon de Gagarine (en russe : Гага́ринский райо́н, en ukrainien : Гага́рінський райо́н) est un district au sud de la ville de Sébastopol dans la péninsule de Crimée en Ukraine. Elle est occupée par la Russie depuis 2014.
Formé en 1975, il a pris le nom du cosmonaute Youri Gagarine.

## Histoire
Durant la guerre de Crimée, après le débarquement des alliés sur la péninsule, les navires français accostaient dans la baie des roseaux à Kamiech qui avait un port fortifié construit par le génie militaire. Ce fut la route principale de ravitaillement qui a servi tout au long du long siège. Les Anglais, eux, avaient élu le port de Balaklava et construit une ligne de chemin de fer pour ravitailler les troupes de siège, en 1935 y fut mis à jour la Basilique byzantine de Chersonèse.

## Activités
Un port de pêche et des usines de conserves et de congélation, un phare, l'Université technique nationale, l'Institut Nakhimov de la marine.

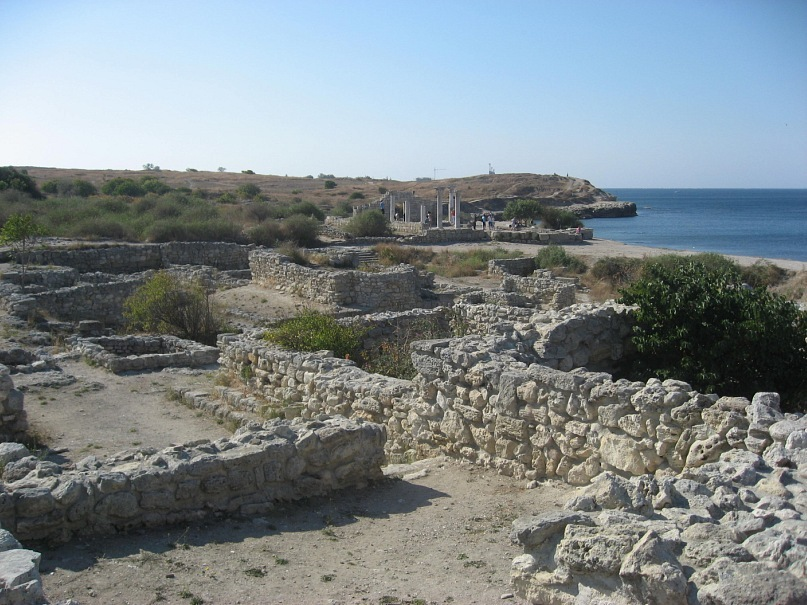
Ruines à Chersonèse et les rives de la mer Noire.
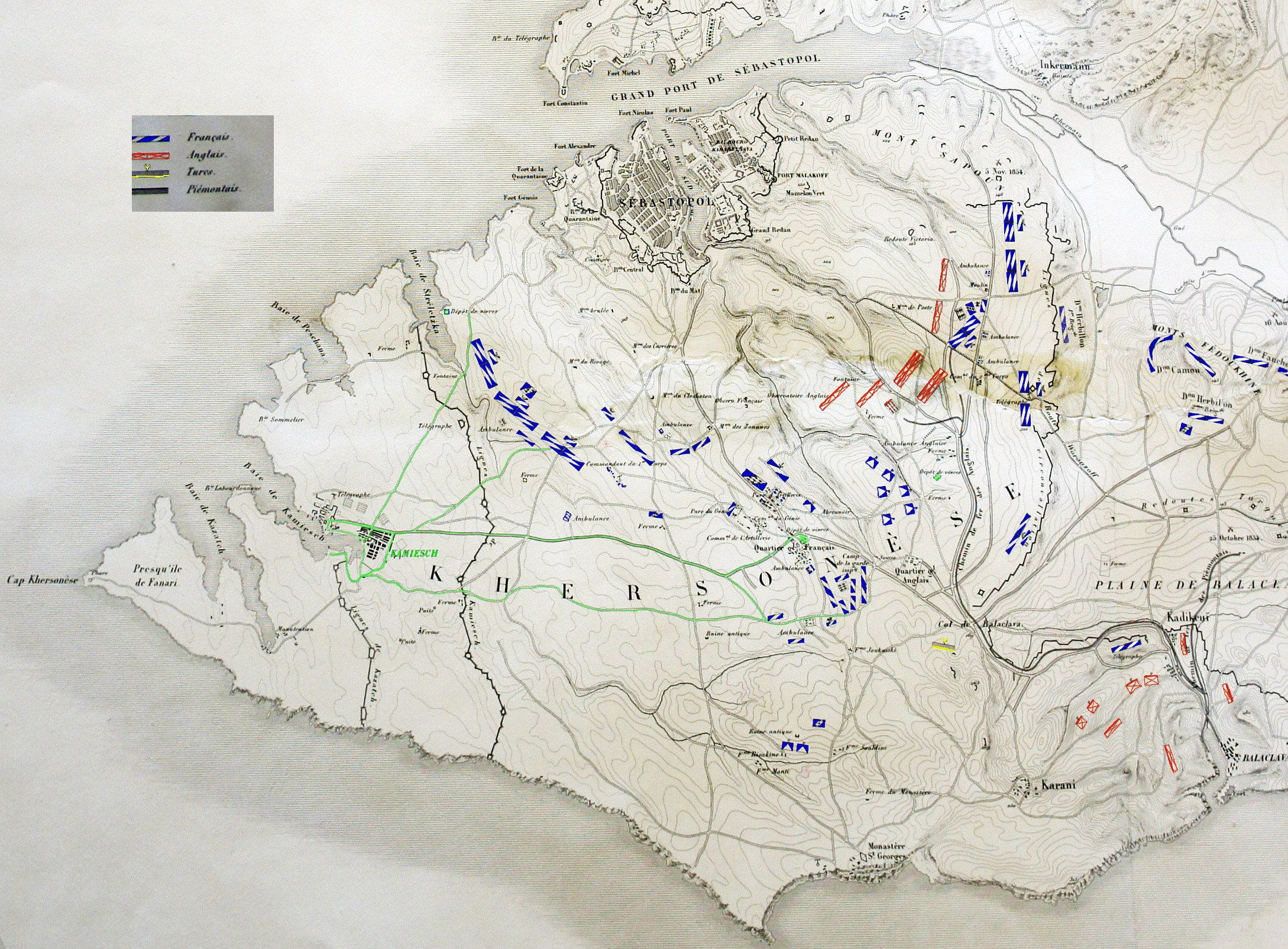
Baie et ville de Kamiech (en vert), représentées sur le plan du génie français publié par Niel.
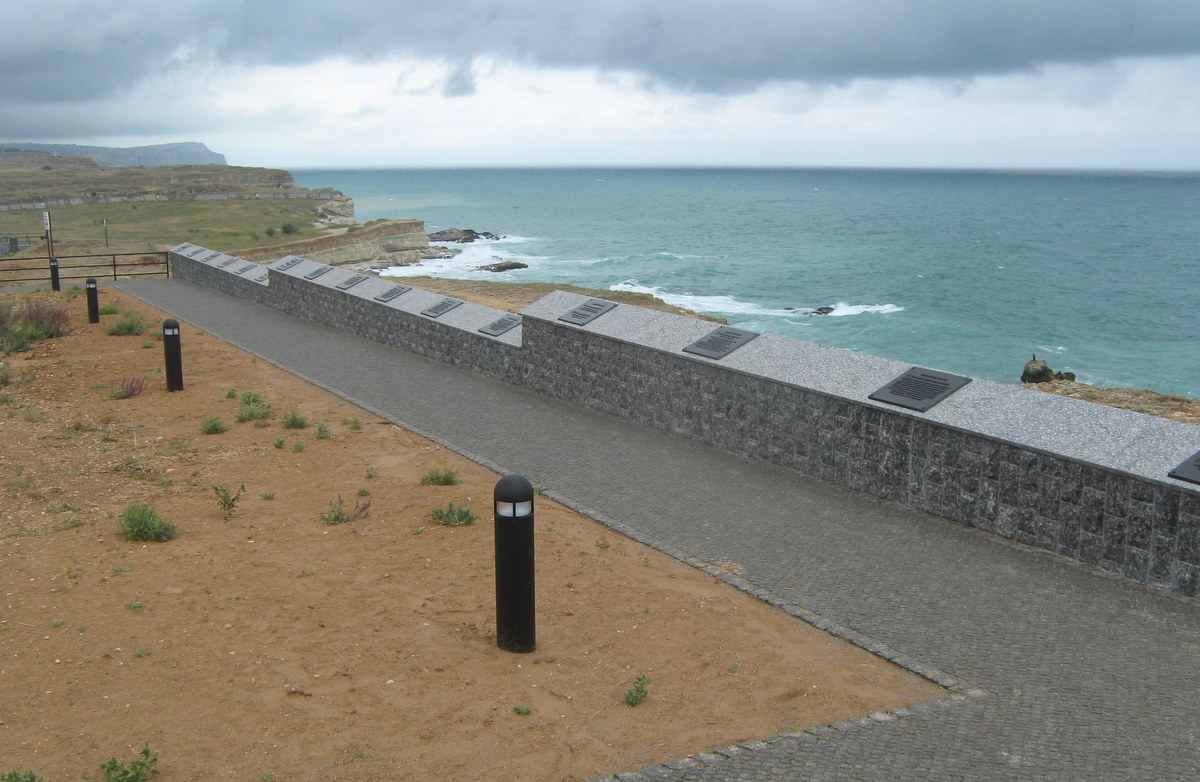
La baie des cosaques et son mémorial à la 35e batterie côtière.

## Patrimoine
Le site archéologique de Chersonèse avec son Musée national de Chersonèse Taurique.